# 15332 CERN
15332 CERN eller 1993 TU24 är en asteroid i huvudbältet som upptäcktes den 9 oktober 1993 av den belgiske astronomen Eric W. Elst vid La Silla-observatoriet. Den är uppkallad efter partikelfysiklaboratoriumet CERN.